# Dan Halutz
Dan Halutz (hebreiska: דן חלוץ), född 7 augusti 1948 i Tel Aviv, Israel, är en israelisk general och före detta kommendör i Israeliska flygvapnet.